# Charles de Batz de Castelmore d'Artagnan
Charles de Batz de Castelmore [ʃaʁl də bats də kastɛlmɔʁ]IPA, hrabě d'Artagnan (asi 1611 až 1615 Lupiac – 25. června 1673 Maastricht) byl kapitánem elitní jednotky mušketýrů ve službách francouzských králů Ludvíka XIII. a zejména Ludvíka XIV. D'Artagnanův fiktivní životopis od Gatiena de Courtilze de Sandrase, který sám byl mušketýrem, se stal základem světově proslulého Dumasova románu Tři mušketýři (Dumas v úvodu ke knize uvádí: „Vycházím z předlohy, která se stala základem pro tento román.“), jenž zase zpětně proslavil i historickou osobnost hraběte. Ten je tak jedinou francouzskou historickou postavou, která vděčí za svou slávu svému fiktivnímu dvojníkovi.

## Život

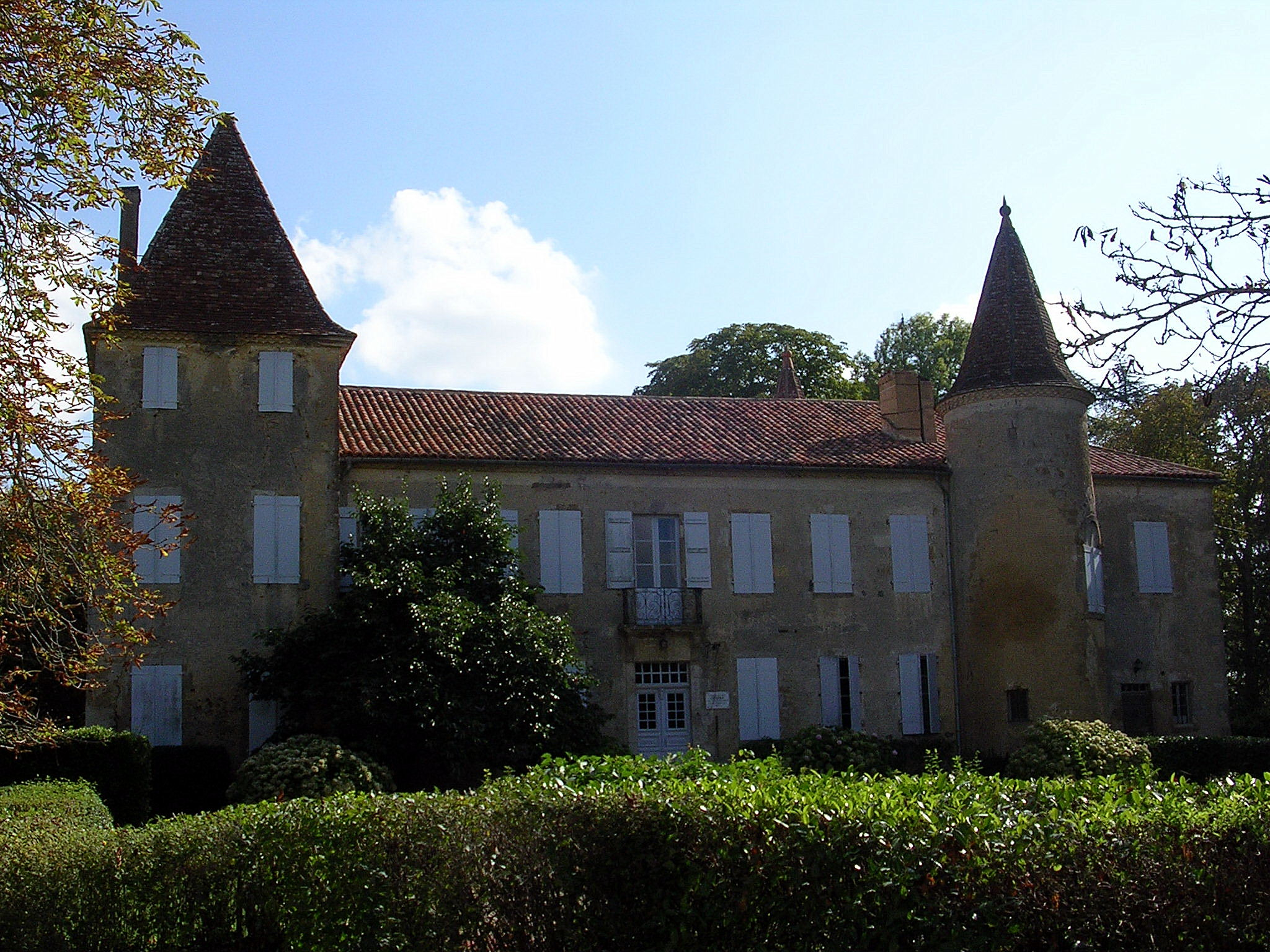
D'Artagnanovo rodiště, zámek de Castelmore v Lupiacu

Charles de Batz de Castelmore se narodil v Lupiacu v Gaskoňsku (dnes v departementu Gers). Jeho rodiči byli Bertrand de Batz († 1630) a Françoise de Montesquiou d'Artagnan († 1656). Měli sedm dětí, z toho čtyři chlapce a tři dívky. Vzdělával je preceptor.
Otec Bertrand II. de Batz de Castelmore seigneur de La Plaigne byl velitelem osobní stráže krále Jindřicha IV. a byl zabit při ochraně králova života. Vdově zanechal zadlužené panství. Charles chtěl jít v otcových šlépějích a chtěl se stejně jako jeho bratři stát mušketýrem. Mušketýři byli bezprostředně podřízeni králi.

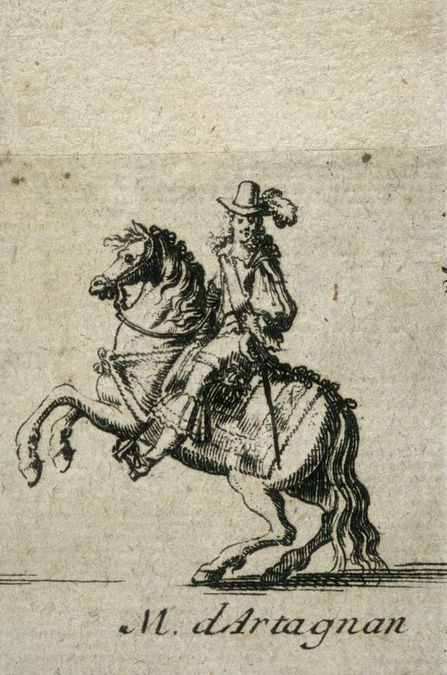
Výřez z rytiny Nicolase Cochina z roku 1661 zobrazující slavnostní průvod při vjezdu krále Ludvíka XIV. a královny Marie Terezy do Paříže 26. srpna 1660; v průvodu jel mj. i poručík mušketýrů d'Artagnan. Je to jediný jeho známý dobový portrét, byť schematický

Jako první se mušketýrem stal Charlesův starší bratr Paul. Charles de Batz se po příjezdu do Paříže také snažil vstoupit do prestižní společnosti královských mušketýrů. Než se však naučil zacházet s mušketou, musel projít výcvikem u kadetů a teprve pak mohl vstoupit mezi mušketýry. Když se stal kadetem u francouzské gardy, musel si – na rozdíl od mušketýrů – sám hradit bydlení a stravu. V březnu 1633 (po dvou nebo třech letech od příchodu do Paříže) byl přijat mezi mušketýry. V Louvru byl představen Ludvíku XIII. Tehdy král Charlese požádal, aby přijal jméno d'Artagnan, tzn. rodné jméno své matky, které bylo u dvora dobře známé. První zpráva dokládající d'Artagnanovu vojenskou kariéru je seznam vojáků přítomných na vojenské přehlídce (1633). V té době mu bylo 20 až 22 let. Kromě Paula a Charlese byl vojákem i jejich bratr Jean.
Skutečné heslo mušketýrů bylo Quo ruit et letum, což znamená „Kam padne, rozsévá smrt“.
Lze předpokládat, že než se stal mušketýrem, sloužil i v jiných jednotkách a účastnil se i bojů za Ludvíka XIII. V roce 1634 se stal kapitánem královských mušketýrů hrabě de Troisvilles. (Tento gaskoňský šlechtic je známý z románu Tři mušketýři jako hrabě de Tréville.) Ludvík XIII. zemřel 14. května 1643 a nastala vláda regentky Anny Rakouské a prvního ministra Mazarina. O tři roky později, roku 1646 byl oddíl královských mušketýrů rozpuštěn.
Francie již téměř 15 let válčila s rakouskými Habsburky a jejich hlavním spojencem, Španělským královstvím. Státní pokladna zela prázdnotou. Pod záminkou úspor rozpustil kardinál Mazarin elitní mušketýrskou jednotku. D'Artagnanovi bylo sotva 30 let a hledal novou službu. Mazarin, královský osobní rádce a francouzský první ministr, zase hledal důvěryhodné muže, aby z nich vytvořil své tzv. chráněnce. D'Artagnan se přihlásil do kardinálových služeb a stal se jedním z tzv. chráněnců Jeho Eminence (tehdy užívaný termín, nikoli hanlivý), kteří byli plně k službám svému pánovi. Povolání bylo riskantní a pro kardinála bylo důležité, že má ve svých službách muže, kteří jsou mu oddáni. Chráněnci museli mj. rozvážet depeše, shánět informace a předávat je kardinálovi. Mazarinovi byl d'Artagnan velmi blízký.
V královských službách se osvědčil i během povstání frondy (1648–1653), které započalo odporem parlamentu, resp. odmítnutím Pařížanů a pařížské buržoazie platit daně a přispívat na válečné výlohy. Při zrodu frondy měli mušketýři několik možností. Buď se stáhnout na svá panství a zůstat neutrální, nebo se zúčastnit občanské války a přidat se na stranu krále, nebo frondy. Přidat se ke králi znamenalo zvolit stranu rozumu, v podstatě zvolit službu státu. Právě v kontextu občanské války se uplatnily D'Artagnanovy vlastnosti – odvaha, oddanost, věrnost. Vedl tehdy život plný napětí, život dobrodruha. Tím, že d'Artagnan zůstal po Mazarinově boku, spojil svůj osud s osudem mladého krále. Když povstalci obléhali královský zámek, zorganizoval Mazarin uprostřed noci útěk královny a jejích dětí – tehdy desetiletého Ludvíka a osmiletého Filipa – na zámek Saint-Germain-en-Laye. Jedním z ochránců při útěku i pobytu na zámku byl d'Artagnan. Tehdy se patrně zrodil bližší vztah mezi d'Artagnanem a budoucím Králem Slunce.
Aby přispěl k ukončení frondy, rozhodl se Mazarin odejít znovu do exilu. V doprovodu d'Artagnana odešel do Svaté říše římské, do Kolína nad Rýnem. Poté dělal d'Artagnan mj. kurýra mezi Mazarinem a královnou.
Po skončení frondy a Mazarinově návratu byl 7. června 1654 v remešské katedrále Notre-Dame korunován Ludvík XIV. a d'Artagnan se korunovace účastnil.
Za jeho služby mu roku 1654 král Ludvík XIV. daroval výnosný úřad správce královské voliéry a d'Artagnan si mohl koupit v Paříži dům (č. 1 v současné Rue du Bac na rohu Voltairova nábřeží, bývalého nábř. Théatins, v 7. pařížském obvodu; dům již neexistuje). Roku 1657 Mazarin obnovil oddíl mušketýrů a d'Artagnan byl jmenován poručíkem od roku 1658. Mušketýři jezdili na grošácích nebo vranících, proto se jim také přezdívalo šedí nebo černí mušketýři. Na základě věrné služby pověřoval král d'Artagnana mnoha tajnými a delikátními úkoly, které vyžadovaly prozíravost a bystrý úsudek.

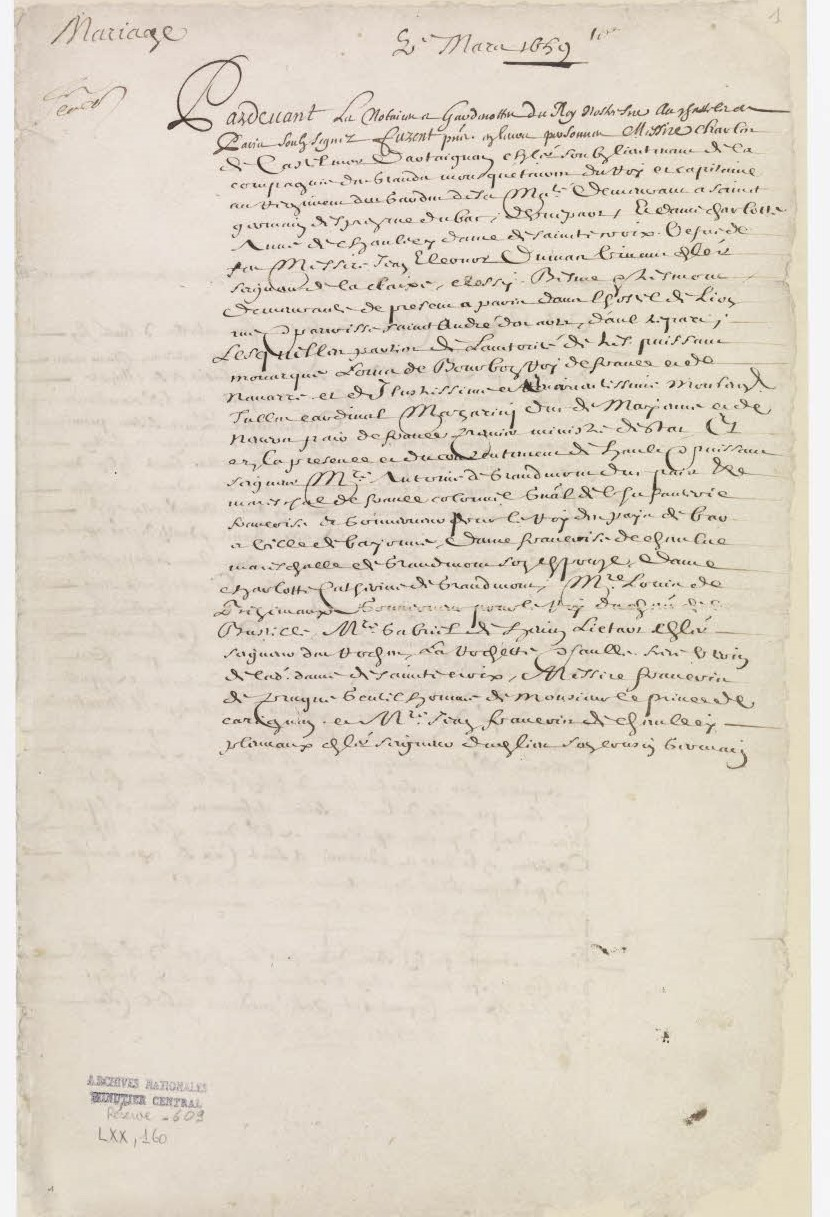
D’Artagnanova svatební smlouva uložená ve Francouzském národním archivu

Dne 3. dubna 1659 se d'Artagnan v Paříži v kostele Saint-André-des-Arts oženil s Annou Charlottou Boyer de Champlecy, paní ze Sainte-Croix (1624–1683). Svatební smlouvu stvrdil Ludvík XIV. a Mazarin. D'Artagnanova manželka byla velmi bohatá a do svého manžela hluboce zamilovaná. Všude ho doprovázela. Manželství však dlouho netrvalo: D'Artagnan po čase požádal krále o zapečetěný list, kterým by odeslal manželku na její panství v Burgundsku a zakázal jí panství opustit.
Ze svazku se narodili dva synové:
- Louis (prvorozený) de Batz-Castelmore, hrabě d’Artagnan (1660–1709)
- Louis (mladší) de Batz-Castelmore, hrabě d’Artagnan (1661–1714)

Po d'Artagnanově smrti král uspořádal oficiální křest pro oba syny, kterého se účastnili členové královské rodiny, a oba zajistil také finančně. Byl to akt vděku za prokázané služby.
D'Artagnan je známý také v souvislosti se zatčením Nicolase Fouqueta, královského správce financí. Osobní setkání s d'Artagnanem a Fouquetem zmínila Marie de Sévigné ve svém dopise z 27. listopadu 1664. Aféra a proces trvaly čtyři roky a po celou dobu d'Artagnan Nikolase Fouqueta osobně střežil. Fouqueta zatkl d'Artagnan 5. září 1661 na králův rozkaz. Za dva dny byl Fouquet z Angers převezen do Bastily. Teprve roku 1665 ho d'Artagnan dovezl osobně do pevnosti Pignerol a služba mu skončila. Fouquet byl odsouzen k vězení na doživotí. Král d'Artagnana za tyto služby jmenoval hrabětem. V roce 1667 byl jmenován kapitán-poručíkem (capitaine-lieutenant) královských mušketýrů; byl velitelem první roty mušketýrů.

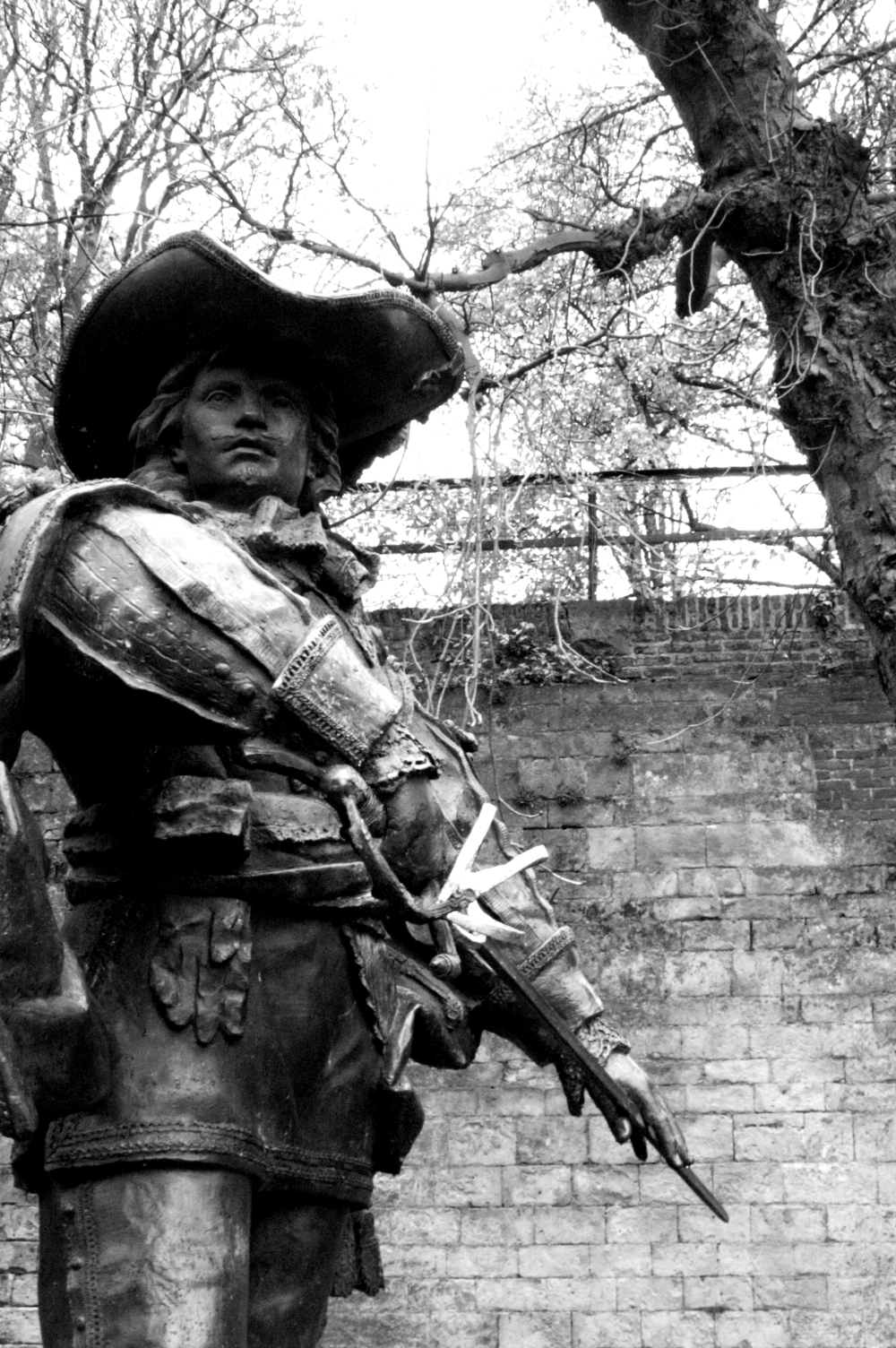
D'Artagnanova socha v městském parku v Maastrichtu, zhruba v místech, kde padl v boji

Po dosažení padesáti let věku se d'Artagnan stal klíčovou postavou v dovršení záměrů Ludvíka XIV. Od roku 1667 byl guvernérem v nizozemském Lille, ale toužil vrátit se k vojsku. To se mu podařilo až při tažení Ludvíka XIV. proti Spojeným nizozemským provinciím. V červnu 1673 přivedla francouzsko-nizozemská válka d'Artagnana k obléhání Maastrichtu. Účastnil se bojů zejména při útoku na městskou bránu; 25. června 1673 byl při útoku zasažen kulí z muškety. Ludvík XIV. poté napsal královně: „Madam, ztratil jsem d'Artagnana, kterému jsem naprosto důvěřoval, který mi byl vždycky ve všem užitečný.“
Místo hrobu je neznámé, předpokládá se kostel v obci Wolder u Maastrichtu.

## Fikce

### V literatuře

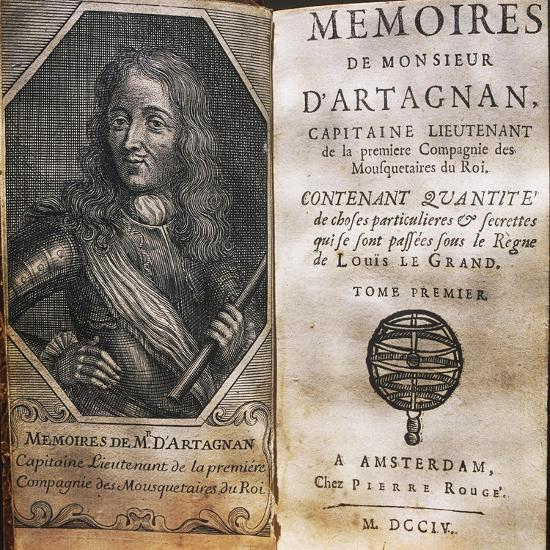
Sandrasův román Les Mémoires de Monsieur d'Artagnan…, který se stal o 144 let později předlohou Dumasových románů

D'Artagnanovy osudy nejprve využil pro svůj román Les Mémoires de Monsieur d'Artagnan, capitaine lieutenant de la premiere compagnie des Mousquetaires du Roi (1700; česky Paměti hraběte d'Artagnana, kapitána-lieutenanta první setniny královských mušketýrů, 1930) francouzský spisovatel Gatien de Courtilz de Sandras (1644–1712). 
Jeho kniha se stala hlavním zdrojem Alexandra Dumase staršího a Augusta Maqueta při psaní jejich nejslavnějšího románu Tři mušketýři (Les Trois Mousquetaires), který se svými pokračováními (Tři mušketýři po dvaceti letech a Tři mušketýři ještě po deseti letech) pokrývá celý d'Artagnanův život. Dumasova fikce, že se d'Artagnan stal před smrtí maršálem Francie, vycházela ze života jiného člověka (hrabě Pierre de Montesquiou d'Artagnan; 1645–1725), který byl maršálem Francie od roku 1709.

### Ve filmu
Dumasovy romány se dočkaly množství adaptací. Zde jsou uvedeni nejznámější herci, kteří hráli d'Artagnana ve filmech:
- Émile Dehelly, ve francouzském němém filmu Les trois mousquetaires (1911); (česky Tři mušketýři);
- Aimé Simon-Girard ve francouzském němém filmu Les trois mousquetaires (1921) a ve zvukové verzi z roku 1933; (Tři mušketýři);
- Douglas Fairbanks v americkém němém filmu The Three Musketeers (1921) (Tři mušketýři) a v rovněž americkém němém filmu The Iron Mask (1929); Železná maska;
- Walter Abel v americkém filmu The Three Musketeers (1935); (Tři mušketýři);
- Gene Kelly v americkém filmu The Three Musketeers (1948); (Tři mušketýři);
- Georges Marchal ve francouzském filmu Les trois mousquetaires (1953); (Tři mušketýři);
- Maximilian Schell v americkém televizním filmu The Three Musketeers (1960); (Tři mušketýři);
- Gérard Barray ve francouzském filmu Les trois mousquetaires (1961); (Tři mušketýři);
- Jean Marais ve francouzsko-italském filmu Le Masque de fer / L'uomo dalla maschera di ferro (1962); (Železná maska);
- Michael York v britských filmech
  - The Three Musketeers (1973); (Tři mušketýři);
  - The Four Musketeers (1974); (Čtyři mušketýři);
  - The Return of the Musketeers (1989); (Návrat mušketýrů);
- Michael York v americko-chorvatsko-německém televizním filmu La Femme Musketeer (2004); (D'Artagnanova dcera);
- Jean Valmont ve francouzském filmu Les Quatre Charlots Mousquetaires (1974); (Čtyři sluhové a čtyři mušketýři);
- Louis Jourdan v americkém televizním filmu The Man in the Iron Mask (1977); (Muž se železnou maskou);
- Michail Bojarsky v ruských filmech D'Artaňan i tri muškeťora (1978, televizní film), Muškeťory 20 let spusťa (1992) a Tajna korolevy Anny ili muškeťory 30 let spusťa (1993);
- Chris O'Donnell v americkém filmu The Three Musketeers (1993); (Tři mušketýři);
- Gabriel Byrne v americkém filmu The Man in the Iron Mask (1998); (Muž se železnou maskou);
- Justin Chambers v americkém filmu The Musketeer (2001); (Mušketýr);
- Vincent Elbaz ve francouzském filmu D'Artagnan et les trois mousquetaires (2005); D'Artagnan a tři mušketýři;
- Logan Lerman v německo-francouzsko-britsko-americkém filmu The Three Musketeers (2011).
- François Civil ve francouzsko-německo-španělsko-belgickém filmu Les trois Mousquetaires: D'Artagnan i jeho pokračování.